# کامایو
کامایو (انگلیسی: Camaïeu) شرکت خرده‌فروشی پوشاک فرانسوی است، که‌ در سال ۱۹۸۷ تأسیس شد.